# Élections locales britanniques de 2018 à Londres
Les élections locales britanniques de 2018 ont lieu le 3 mai 2018 en Angleterre. À Londres, 1 861 conseillers d'arrondissement sont à élire.
Il y a aussi 4 maires à élire.

## Résultats

### Global
| Parti | Parti                 | Votes     | Votes | Votes | Conseils | Conseils | Sièges | Sièges |
| Parti | Parti                 | Voix      | %     | +/-   | Élus     | +/-      | Élus   | +/-    |
| ----- | --------------------- | --------- | ----- | ----- | -------- | -------- | ------ | ------ |
|       | Parti travailliste    | 1 076 617 | 43,9  | +6,3  | 21       | +1       | 1 128  | +67    |
|       | Parti conservateur    | 707 373   | 28,8  | +2,4  | 7        | -2       | 508    | -92    |
|       | Libéraux-démocrates   | 320 031   | 13,0  | +2,4  | 3        | +2       | 152    | +34    |
|       | Parti vert            | 211 170   | 8,6   | -1,2  | 0        | =        | 11     | +7     |
|       | UKIP                  | 21 077    | 0,9   | -8,6  | 0        | =        | 0      | -9     |
|       | Autres                | 118 769   | 4,8   | -1,3  | 0        | =        | 34     | +7     |
|       | Conseil sans majorité |           |       |       | 1        | -1       |        |        |
| Total | Total                 |           |       |       | 32       | 32       | 1 851  | 1 851  |

### Par arrondissement

Résultats à Londres.

| Conseil                | Majorité sortante | Majorité sortante | Majorité élue | Majorité élue |
| ---------------------- | ----------------- | ----------------- | ------------- | ------------- |
| Barking and Dagenham   |                   | Travailliste      |               | Travailliste  |
| Barnet                 |                   | Sans majorité     |               | Conservateur  |
| Bexley                 |                   | Conservateur      |               | Conservateur  |
| Brent                  |                   | Travailliste      |               | Travailliste  |
| Bromley                |                   | Conservateur      |               | Conservateur  |
| Camden                 |                   | Travailliste      |               | Travailliste  |
| Croydon                |                   | Travailliste      |               | Travailliste  |
| Ealing                 |                   | Travailliste      |               | Travailliste  |
| Enfield                |                   | Travailliste      |               | Travailliste  |
| Greenwich              |                   | Travailliste      |               | Travailliste  |
| Hackney                |                   | Travailliste      |               | Travailliste  |
| Hammersmith and Fulham |                   | Travailliste      |               | Travailliste  |
| Haringey               |                   | Travailliste      |               | Travailliste  |
| Harrow                 |                   | Travailliste      |               | Travailliste  |
| Havering               |                   | Sans majorité     |               | Sans majorité |
| Hillingdon             |                   | Conservateur      |               | Conservateur  |
| Hounslow               |                   | Travailliste      |               | Travailliste  |
| Islington              |                   | Travailliste      |               | Travailliste  |
| Kensington and Chelsea |                   | Conservateur      |               | Conservateur  |
| Kingston upon Thames   |                   | Conservateur      |               | LibDem        |
| Lambeth                |                   | Travailliste      |               | Travailliste  |
| Lewisham               |                   | Travailliste      |               | Travailliste  |
| Merton                 |                   | Travailliste      |               | Travailliste  |
| Newham                 |                   | Travailliste      |               | Travailliste  |
| Redbridge              |                   | Travailliste      |               | Travailliste  |
| Richmond upon Thames   |                   | Conservateur      |               | LibDem        |
| Southwark              |                   | Travailliste      |               | Travailliste  |
| Sutton                 |                   | LibDem            |               | LibDem        |
| Tower Hamlets          |                   | Sans majorité     |               | Travailliste  |
| Waltham Forest         |                   | Travailliste      |               | Travailliste  |
| Wandsworth             |                   | Conservateur      |               | Conservateur  |
| Westminster            |                   | Conservateur      |               | Conservateur  |

### Maires
| Municipalité  | Maire sortant    | Maire sortant | Maire sortant | Maire élu        | Maire élu | Maire élu    |
| ------------- | ---------------- | ------------- | ------------- | ---------------- | --------- | ------------ |
| Hackney       | Philip Glanville |               | Travailliste  | Philip Glanville |           | Travailliste |
| Lewisham      | Steve Bullock    |               | Travailliste  | Damien Egan      |           | Travailliste |
| Newham        | Robin Wales      |               | Travailliste  | Rokhsana Fiaz    |           | Travailliste |
| Tower Hamlets | John Biggs       |               | Travailliste  | John Biggs       |           | Travailliste |